# 슬러터하우스
슬러터하우스(Slaughterhouse)는 크루키드 I, 조 버든, 조엘 오르티즈, 로이스 다 5'9"로 구성된 힙합 그룹이다.

## 디스코그래피
- Slaughterhouse (2009)
- Welcome to: Our House (2012)